# Накким, Маркус
Маркус Лунн Накким (норв. Markus Lund Nakkim; 21 июля 1996, Мосс, Норвегия) — норвежский футболист, защитник клуба «Ориндж Каунти».

## Биография
Маркус Накким — сын менеджера по связям с общественностью и бывшего журналиста Фроде Наккима и племянник Аре Наккима и Кирре Наккима.

## Клубная карьера
Накким присоединился к молодёжной академии «Волеренги» в подростковом возрасте, ранее он был в «КФУМ», Осло.
В 2012 году он выиграл Кубок NTF (U—16), играя за молодёжную команду «Волеренги». Он подписал свой первый профессиональный контракт с основной командой перед сезоном 2015 года.
17 апреля 2015 года Накким дебютировал в лиге против «Хёугесунна».
19 февраля 2018 года Накким перешёл в «Викинг» на правах аренды до конца сезона 2018 года.
31 августа 2022 года Накким подписал однолетний контракт с клубом «Хам-Кам».
9 февраля 2023 года Накким подписал контракт с американским клубом «Ориндж Каунти» из Чемпионшипа ЮСЛ. За «Ориндж Каунти» дебютировал 11 марта в матче стартового тура сезона 2023 против «Луисвилл Сити». 17 июня в матче против «Талсы» забил свой первый гол за «Ориндж Каунти».